# Lotobia supraelegans
Lotobia supraelegans är en tvåvingeart som beskrevs av Hayashi och Papp 2004. Lotobia supraelegans ingår i släktet Lotobia och familjen hoppflugor. Inga underarter finns listade i Catalogue of Life.